# Skråstreg
Skråstreg ( / ) bruges i grammatisk tegnsætning til at angive alternative ord. Det bruges desuden i stor stil i matematisk notation.
Skråstregen benævnes ofte retvendt skråstreg for at tydeliggøre, at der ikke er tale om en omvendt skråstreg.
På engelsk kaldes skråstregen for slash eller forward slash.

## I grammatik
I grammatik bruges skråstregen primært til at angive alternativer eller kombinationer. Følgende lister tre forskellige sammenhænge, hvori skråstregen bruges:
- Og dette er en glimrende cd/dvd-afspiller.
- Klovn er en Frank Hvam/Casper Christensen-produktion.
- D. 15. november kan man stemme til kommunalvalg og/eller regionsvalg.

Skråstregen bruges ligeledes i poesi til at angive linjeskift:
 Der er et yndigt land / det står med brede bøge / nær salten østerstrand /nær salten østerstrand

## I Fiktion
Julekalenderen Canal Wild Card havde Viggo Sommer fra De Nattergale i rollen som tv-værten Finn Nissen, der på meget akavet vis udtalte skråstregerne (som var lige lovligt rigelige) i hans manuskripter. Brugen af skråstreger i talesprog bredte sig meget i december 2001, hvor denne julekalender blev sendt på TV 2.

## I matematik
I matematik bruges skråstregen ofte til brøker og division:
- 3 ⁄ 4 (tre fjerdedele)
- x = a ∕ b (x er lig a divideret med b)

Her er dog ikke brugt den sædvanlige skråstreg men derimod henholdsvis fraktions- og divisionstregen som forklaret herunder.

## I datalogi
I ASCII-tegnsættet findes skråstregen som tegn nummer 47 og repræsenteres tilsvarende i Unicode som U+002F. Dette er den almindelige skråstreg, der på engelsk kaldes en virgule.
Der findes også fraktionsstregen, som bruges i matematik. Det er mindre lodret end den sædvanlige skråstreg, og denne bruges til brøker i stedet for den sædvanlige skråstreg. Den findes i Unicode som U+2044 og ser ud som: ( ⁄ ). Dette tegn kaldes på engelsk for en solidus.
Som en tredje tegn findes også divisionsstregen, der findes i Unicode som U+2215: ( ∕ ).
Nogle brøker har endda deres egne tegn med "indbygget" skråstreg:
- ¼ – Unicode U+00BC
- ½ – Unicode U+00BD
- ¾ – Unicode U+00BE

### Brug i programmering
Skråstregen bruges i forskellige programmeringssprog i forskellig kontekst:
- 1 skråstreg, /, bruges oftest til division.
- 1 skråstreg i kombination med 1 asterisk, /* og */, bruges til kommentarer.
- 2 skråstreger, //, bruges til kommentarer fra de to skråstreger og linjen ud.
- I XML (og herunder HTML) bruges skråstreger til afsluttende entiteter. For eksempel sættes tekst i kursiv ved at sætte det mellem <em> og </em>.

### Brug i filsystemer
I Unix-baserede operativsystemer og mange tilsvarende bruges skråstregen til at angive en fils sti i en biblioteksstruktur:
```
/
usr
/
home
/
wiki
/
.profile
```

Dette bruges også til en URL:
```
http:
//
da.wikipedia.org
/
wiki
/
Skråstreg
```

På Windows- og DOS-baserede operativsystemer bruges ofte en omvendt skråstreg ( \ ) i stedet til filers stier.

### Brug i chat
I mange internetbaserede chat-systemer (for eksempel IRC) bruges skråstregen til at indikere særlige beskeder til systemet:
```
/
connect irc.wikipedia.org

/
join 
#wikipedia-da

/
me bruger også IRC
```